# Slagghus
Slagghus är en byggnad uppförd med slagg som byggnadsmaterial. Det vanligaste är att slaggtegel använts, men även andra varianter förekommer.
Idén att använda slaggtegel kom på 1700-talet från England, och introducerades av slottsbyggmästaren i Sverige av Clas Eliander 1748. Redan i början av 1700-talet hade vid Forsmarks bruk slagg använts som taktäckningsmaterial, och från mitten av 1700-talet finns en uppgift om slaggtäckta tak vid Österbybruk.
Tekniken att gjuta stenar av slagg presenterades 1761 i Falun av bergsrådet Anton von Swab. Denna teknik fick dock inget större genombrott då. Omkring 1770 presenterade markscheidern Erik Geisler en teknik att lägga slaggflis i förband, varpå väggarna putsades. En senare variant av Olof Forsgren innebar att putsen slopades och slaggen lämnades synlig.
De första slaggstenshusen i Uppland uppfördes i Söderfors bruk på 1770-talet. Under de följande decennierna tillkom en mängd slaggstensbyggnader vid bruket. Vid uppförandet av den nya brukskyrkan som invigdes 1792 användes delvis slaggsten. På 1780-talet murades bruksladugården i slaggsten vid Älvkarleö bruk, och vid slutet av 1700-talet uppfördes slagghus vid de flesta bruk med en masugn. Slagghusen ansågs fuktiga och svåra att värma upp, och på 1840-talet uppfördes de sista bostadshusen i slaggsten vid de uppländska bruken, arbetarbostaden Fyrbo vid Söderfors. 1845 uppfördes som ett av de få husen utanför bruken ett bostadshus vid prästgårdens fäbod vid Hedesundafjärden. Efter mitten av 1800-talet användes slaggsten endast till grunder och källare i bostadshus, medan man fortsatte att bygga uthus i slaggsten fram till omkring 1920.
Vid slutet av 1700-talet började man även mura hus med slaggflis och gjuta väggar med krossad slagg och kalkbruk. Det första kända gjutna huset i Sverige uppfördes 1761 i Falun av bergsrådet Anton von Swab. Byggnadens väggar göts med krossad slagg och kalkbruk i brädform. Ett vagnslider vid Österbybruk uppfördes på 1790-talet efter denna teknik.
En vanligare teknik var att bygga väggar med slaggflis. Slaggflisen erhölls genom att slaggen fick rinna ut i en ränna direkt på hyttgolvet, där den täcktes med sand och kyldes med vatten för att sedan på hyttbacken slås sönder i mindre bitar. Dessa slaggflis murades sedan med kalkbruk. Oftast byggdes fähus eller bodar i slaggflis, men bostadshus i slaggflis har uppförts vid Söderfors bruk, Strömsbergs bruk, Ullfors bruk, Vällnora bruk, Bennebols bruk och Berkinge bruk

## Exempel på slagghus

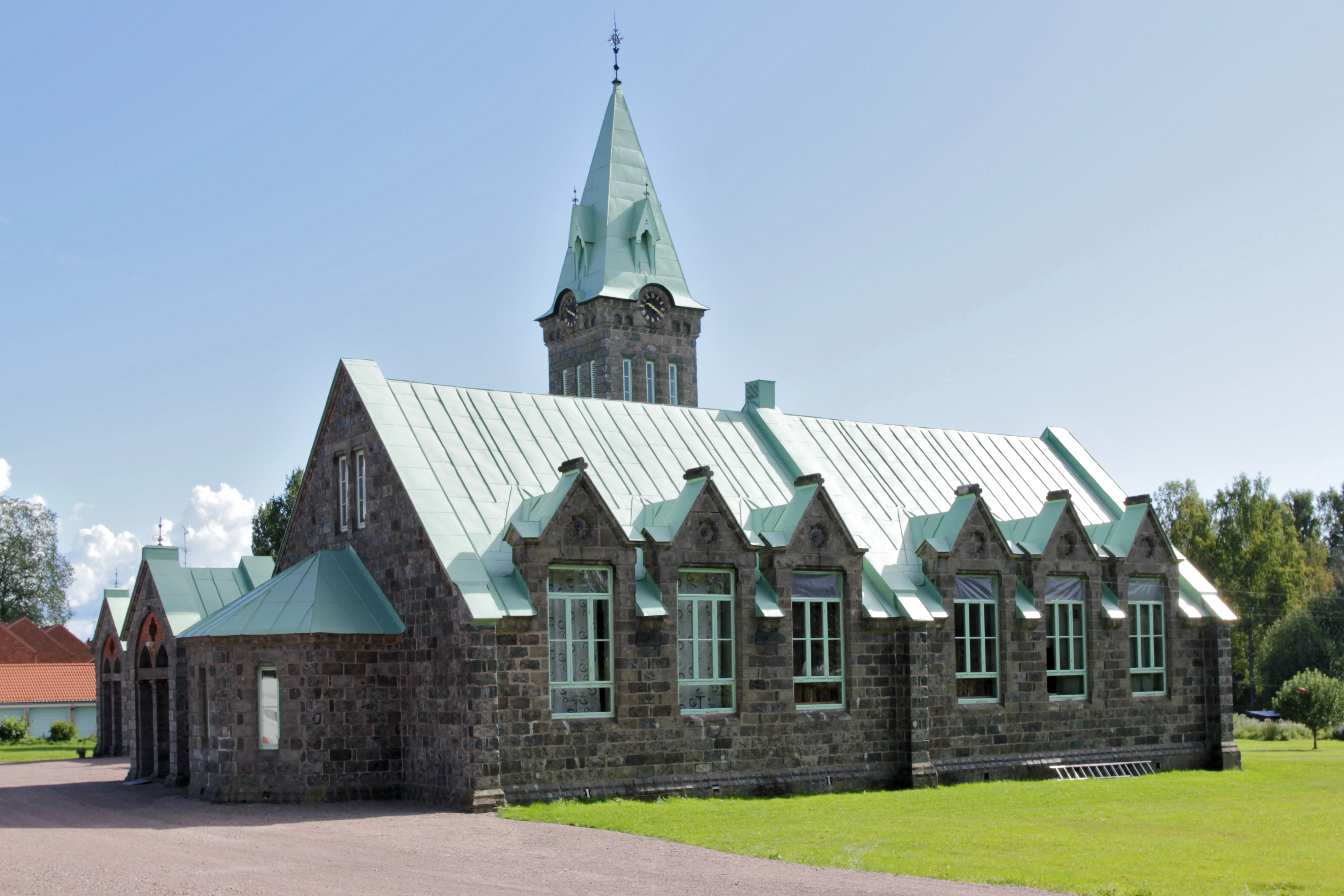
Klosterskolan i Avesta. Byggnadsmaterialet är huvudsakligen slaggtegel från Avesta järnverk.
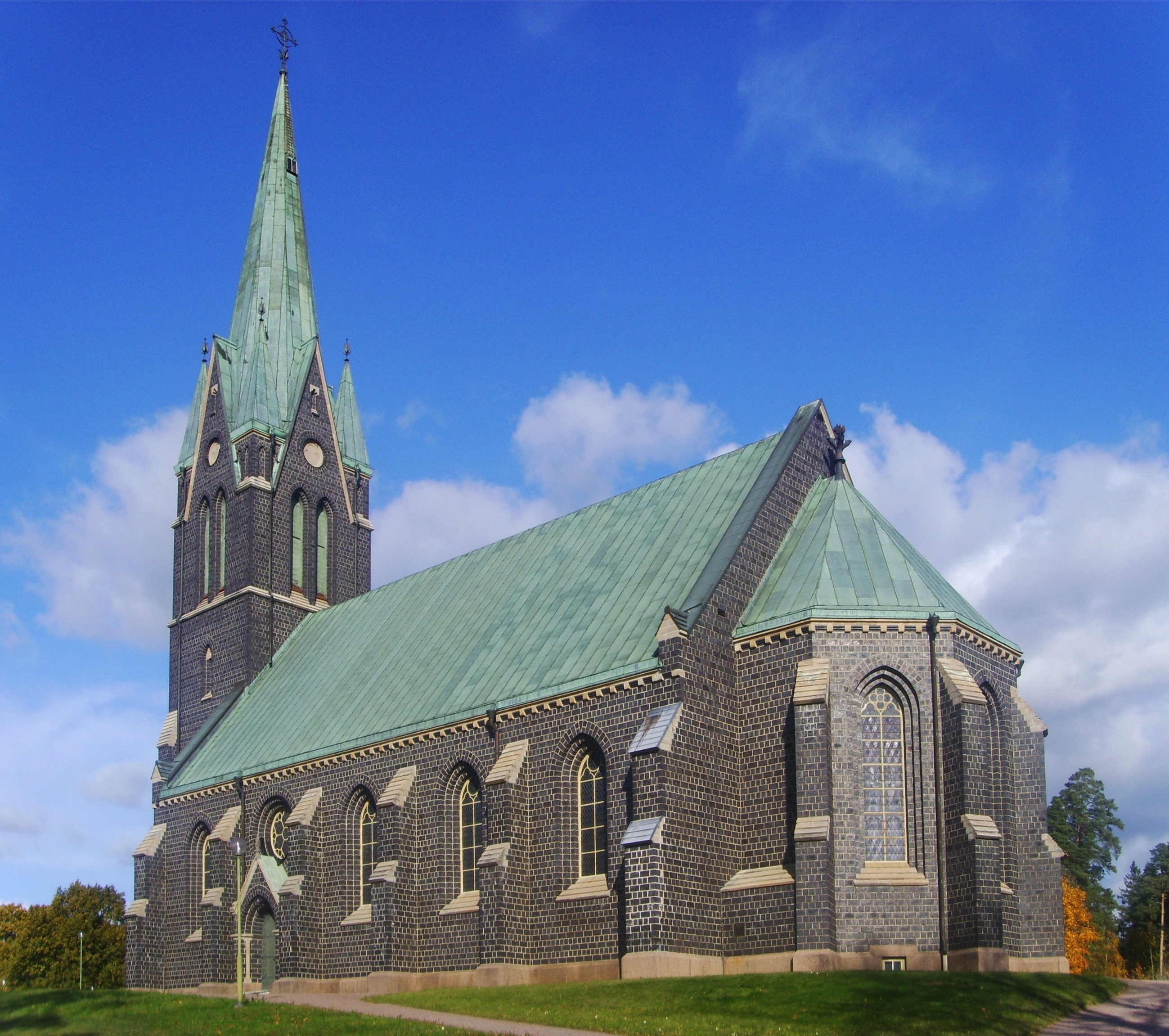
Boxholms kyrka byggd av slagg från vällugn.
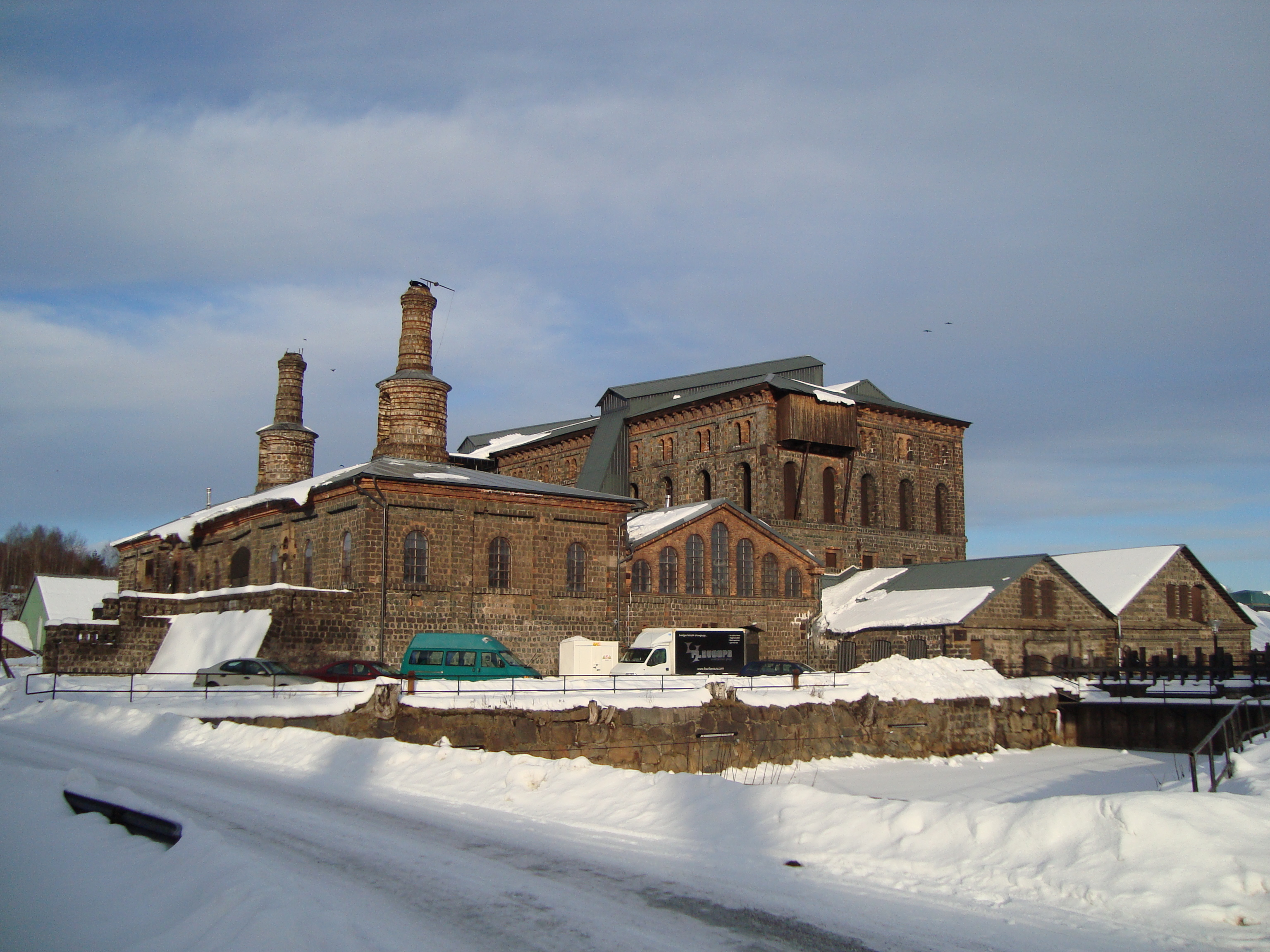
Hyttan i Koppardalen, Avesta, numera museet och konsthallen Verket.
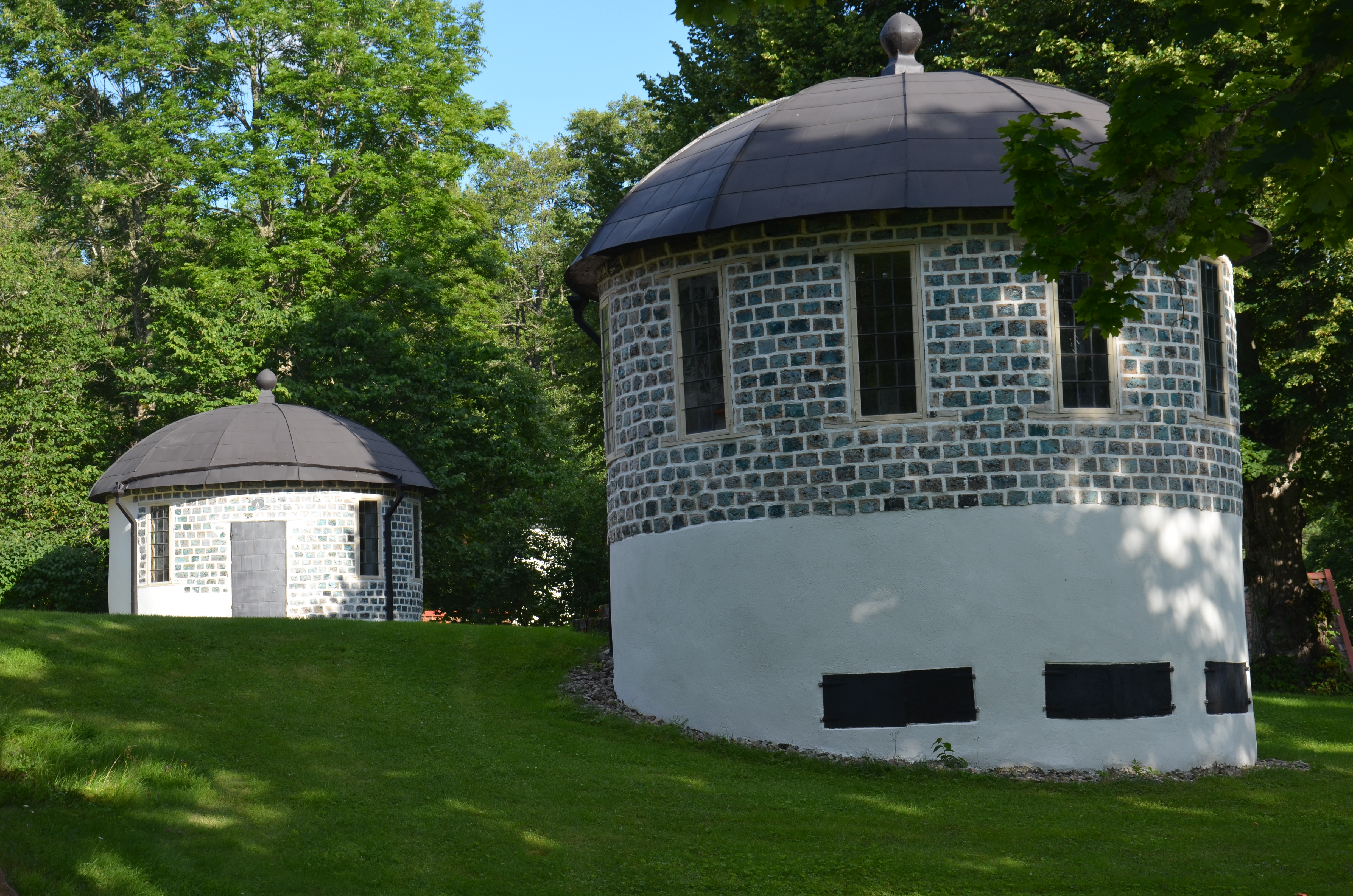
Engelsbergs bruk. Slaggstenstornen, det västra till vänster lusthus, det östra avträde.
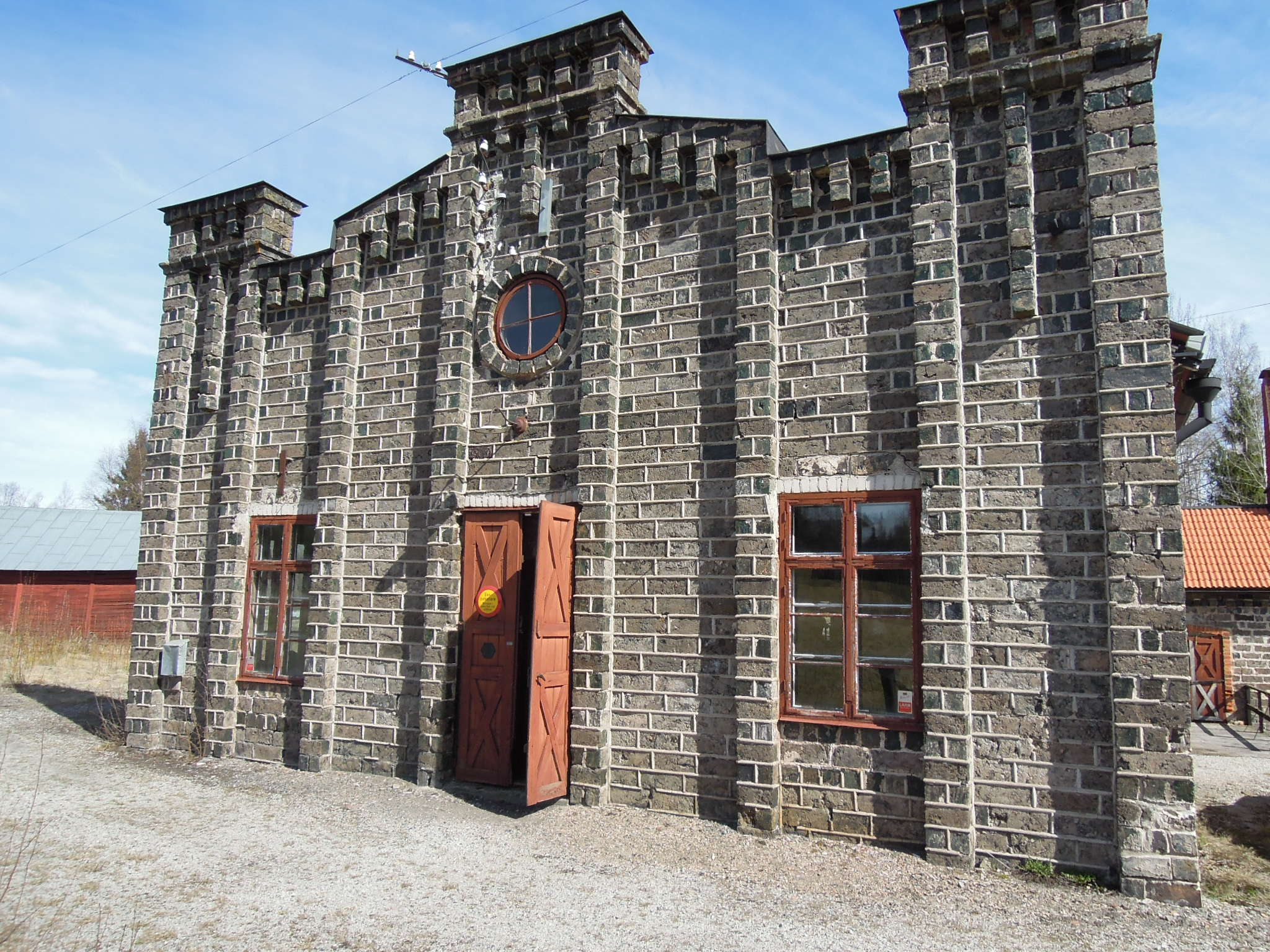
Thorshammars verkstad, Norberg. Nedlagt mässingsbruk.
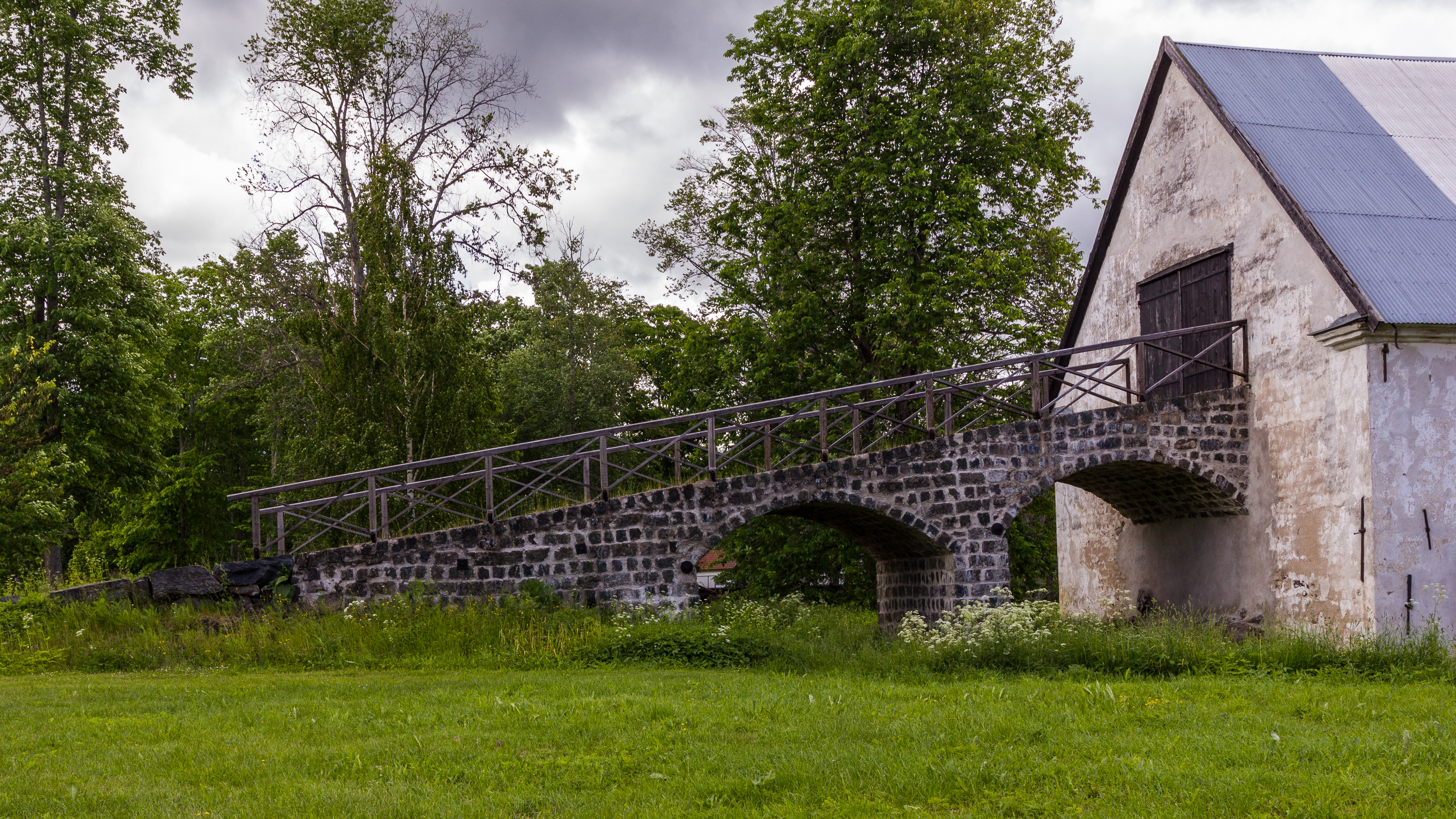
Strömsbergs bruk, Tierps kommun, uppfartsramp till kolhus.